# Inverze (horská dráha)

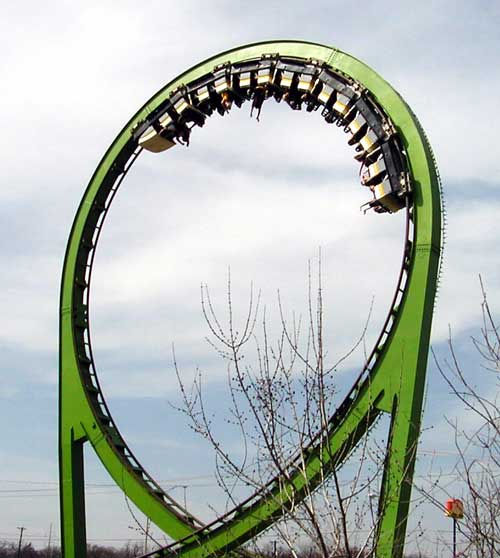
Looping ocelové horské dráhy

Inverze je prvek horské dráhy, kdy se lidé ve vozíku ocitnou hlavou dolů a následně se vrátí do původní polohy. 

## Historie
Historie tohoto elementu sahá do roku 1848, kdy jej začala využívat centrifuga v Paříži. Jednalo se o 13 metrů dlouhou dráhu s centrální smyčkou ve formě kruhu o průměru 3,9 metru (tzv. looping). Smyčky byly postupně z dřevěných horských drah odstraněny z bezpečnostních důvodů. 
V roce 1975 přišli návrháři firmy Arrow Dynamics s novou verzí u ocelových drah, když vytvořili trať s vývrtkou, kombinující smyčku a vrut. Vozík s pasažéry tak opisoval helikální trajektorii šroubovice.  
Světový rekord se čtrnácti inverzemi drží horská dráha The Smiler v anglickém zábavním parku Alton Towers. Po odkladech došlo k jejímu otevření 31. května 2013. Během dvouletého provozu zaznamenala několik havárií. Po nejtěžší kolizi byla 2. června 2015 uzavřena. Souprava s návštěvníky narazila do prázdného testovacího vláčku a způsobila zranění jedenácti osobám, z toho pěti z nich vážná.

## Typy inverzí
- Smyčka (looping)
- Vrut
- Vývrtka (corkscrew; kombinace smyčky a vrutu)

## Galerie

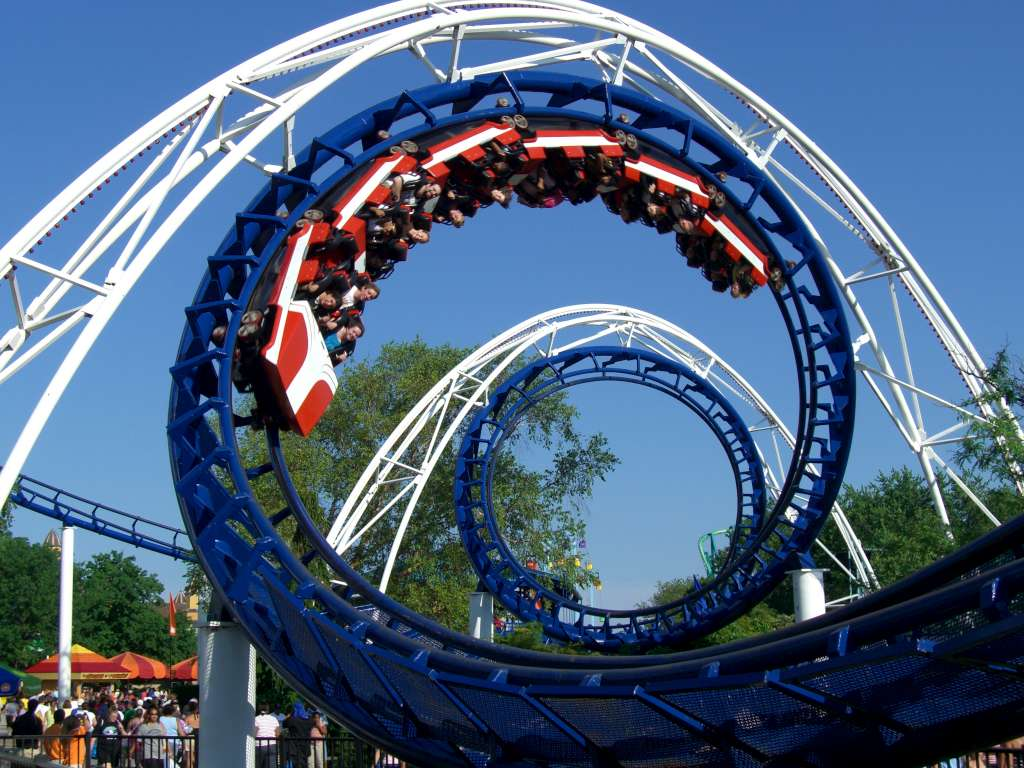
Vývrtka v Cedar Point
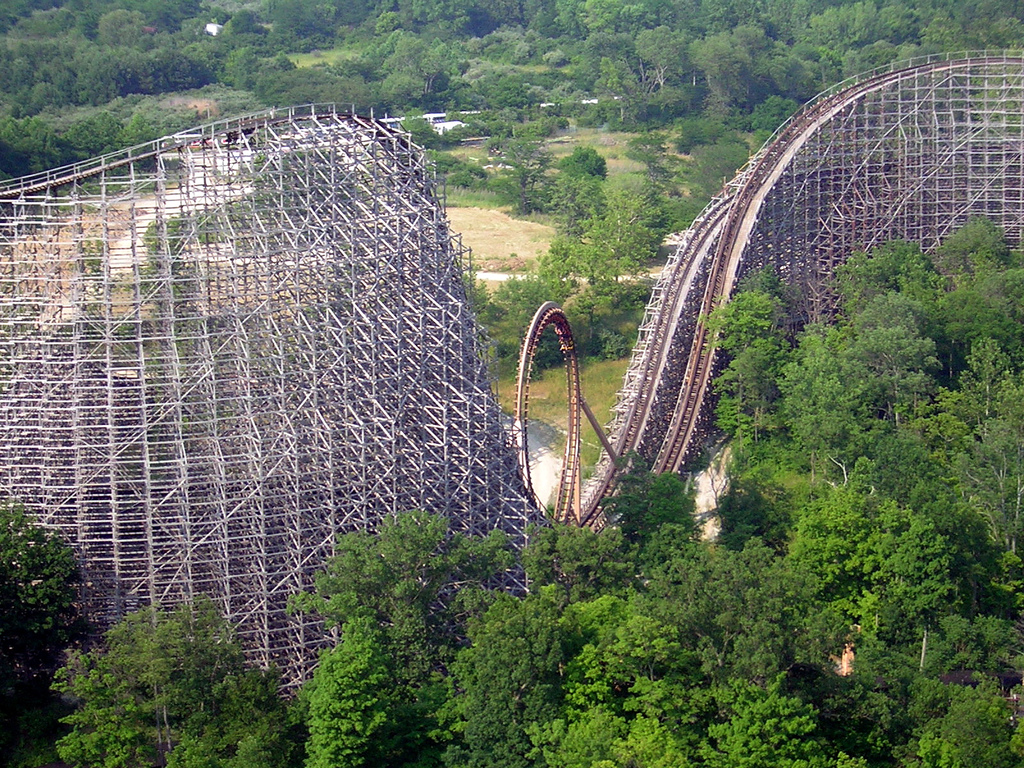
Son of Beast, první dřevěná dráha s inverzí na světě
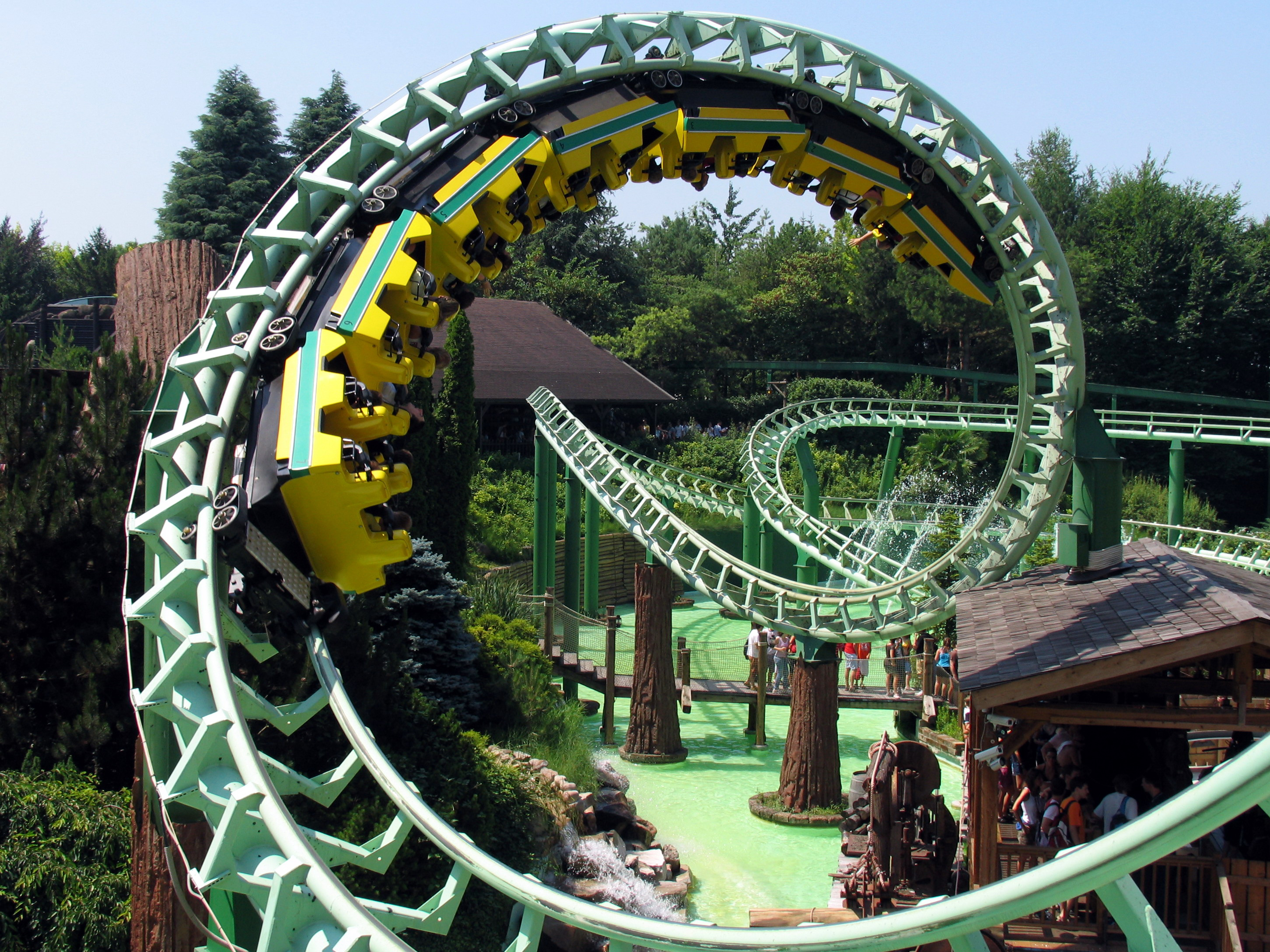
Vývrtky na Magic Mountain
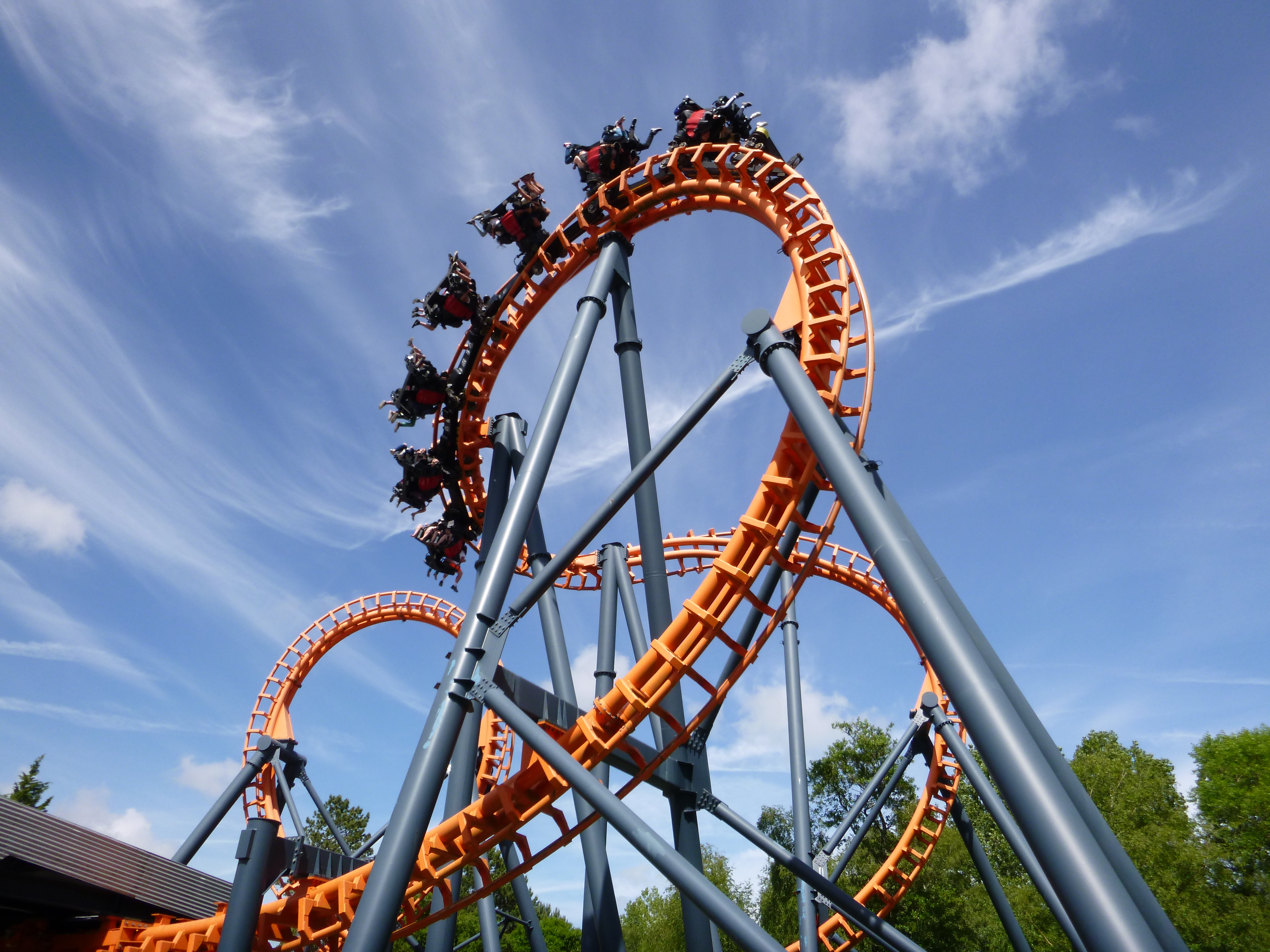
Triops na Bagatelle, Francie